# الأزمة السياسية التونسية 2021–2022
الأزمة السياسية التونسية 2021–2022 هي أزمة سياسية حدثت في تونس بين الرئيس قيس سعيد ومجلس نواب الشعب، انفجرت الأزمة في 25 يوليو 2021، بعد إعلان الرئيس التونسي إقالة الحكومة وتجميد عمل البرلمان. جاءت قرارات الرئيس بعد سلسلة من الاحتجاجات ضد حركة النهضة والصعوبات الاقتصادية والارتفاع الكبير في حالات كوفيد -19 في تونس الذي أدى إلى تهاوي المنظومة الصحية التونسية.
قال رئيس مجلس نواب الشعب التونسي وزعيم حركة النهضة راشد الغنوشي إن تصرفات الرئيس اعتداء على الديمقراطية ودعا أنصاره إلى النزول إلى الشوارع لمعارضتها. واندلعت احتجاجات في تونس مؤيدة ومعارضة لقرارات الرئيس قيس سعيد. أصدر الرئيس قيس سعيد قرارًا بحظر التجول لمدة شهر ابتداءً من يوم 26 يوليو، من الساعة السابعة مساءً إلى السادسة صباحًا.
وبعد انتهاء مدة الـ30 يومًا أصدر سعيد في 24 أغسطس 2021 قرارًا بتمديد فترة «التدابير الاستثنائية» التي أعلنها سابقًا «إلى غاية إشعار آخر».
وفي 13 ديسمبر 2021، أعلن سعيد في خطاب توجه به للشعب التونسي عن تنظيم انتخابات تشريعية مبكرة في 17 ديسمبر 2022 مع استمرار تجميد البرلمان حتى ذلك التاريخ. وفي 30 مارس 2022، عُقدت جلسة «عن بُعد» أصدر فيها البرلمان القانون عدد 1 لسنة 2022 والذي يقضي بـ«إلغاء الأوامر الرئاسية والمراسيم الصادرة بداية من 25 جويلية 2022»، وفي أعقاب ذلك أصدر الرئيس سعيد قرارًا بحل البرلمان.

## الفصل 80 من الدستور
استند الرئيس التونسي قيس سعيد، في 25 يوليو 2021، إلى الفصل 80 من الدستور التونسي، مُعلنًا في خطاب بثه التلفزيون الحكومي إنهاء مهام رئيس الحكومة هشام المشيشي وتجميد عمل مجلس نواب الشعب، ورفع الحصانة عن نوابه، عقب ترؤسه اجتماعا طارئا جمع قيادات عسكرية وأمنية بقصر قرطاج.
وينص الفصل 80 من الدستور التونسي على:
«لرئيس الجمهورية في حالة خطر داهم مهدد لكيان الوطن وأمن البلاد واستقلالها، يتعذر معه السير العادي لدواليب الدولة، أن يتخذ التدابير التي تحتمها تلك الحالة الاستثنائية، وذلك بعد استشارة رئيس الحكومة ورئيس مجلس نواب الشعب وإعلام رئيس المحكمة الدستورية، ويعلن عن التدابير في بيان إلى الشعب. ويجب أن تهدف هذه التدابير إلى تأمين عودة السير العادي لدواليب الدولة في أقرب الآجال، ويُعتبر مجلس نواب الشعب في حالة انعقاد دائم طيلة هذه الفترة.

وفي هذه الحالة لا يجوز لرئيس الجمهورية حل مجلس نواب الشعب كما لا يجوز تقديم لائحة لوم ضد الحكومة. وبعد مضيّ ثلاثين يوما على سريان هذه التدابير، وفي كل وقت بعد ذلك، يعهد إلى المحكمة الدستورية بطلب من رئيس مجلس نواب الشعب أو ثلاثين من أعضائه البتُّ في استمرار الحالة الاستثنائية من عدمه. وتصرح المحكمة بقرارها علانية في أجل أقصاه خمسة عشر يوما. ويُنهى العمل بتلك التدابير بزوال أسبابها. ويوجه رئيس الجمهورية بيانا في ذلك إلى الشعب».
— الفصل 80، دستور تونس 2014.

## الأحداث

### البدايات
قام رئيس الحكومة إلياس الفخفاخ في 15 يوليو 2020 بتقديم استقالته بناءً على طلب رئيس الجمهورية (الذي يسمح للأخير باختيار خليفته)، بعد تقديم 105 نائبا لمقترع بتوجيه اللوم، بمبادرة من أعضاء حركة النهضة، الذين سحبوا ثقتهم في اليوم السابق. حاول الفخفاخ خلال الأيام الماضية استبدال الوزراء المنتمين لحركة النهضة. علاوة على ذلك، بينما يسمح الدستور لرئيس الحكومة بإجراء تعديل وزاري، فإن النظام الداخلي لمجلس نواب الشعب يتطلب تصويتًا بالثقة لأعضاء الحكومة الجدد. استبدل الفخفاخ، في غياب محكمة دستورية، وهناك خلاف حول ما إذا كان ينبغي تعيين رئيس الحكومة المقبل من قبل حزب الأغلبية أو من قبل رئيس الجمهورية. ومع ذلك، تعلن رئاسة الجمهورية أن رئيس الجمهورية سيعين رئيسًا جديدًا للحكومة خلال عشرة أيام. وفي مساء ذلك اليوم نفسه، أقال الفخفاخ الوزراء المنتمين لحركة النهضة وسلموا حقائبهم لعمال مؤقتين. عيّن قيس سعيد في 25 يوليو 2020 وزير الداخلية هشام المشيشي مسؤولاً عن تشكيل الحكومة. في 11 أغسطس، اقترح تشكيل حكومة مكونة بالكامل من وزراء مستقلين. في 24 أغسطس، كشف النقاب عن التركيبة التي أثارت تحفظات حركة النهضة وحزب قلب تونس، ولديها ثماني نساء بالإضافة إلى وزير حامل لإعاقة بصرية. في 2 سبتمبر التالي، حصلت حكومته على 134 صوتًا مقابل 67 رافضا من قبل مجلس نواب الشعب.
في يناير 2021، أعلن هشام المشيشي عن تعديل وزاري شمل 11 حقيبة وزارية وتغييرًا في العديد من الوظائف الحكومية. الوزراء الجدد ينالون ثقة مجلس نواب الشعب، لكن الرئيس قيس سعيد يرفض استقبالهم لأداء القسم بدعوى وجود شبهات فساد تتعلق بالوزراء وعدم الالتزام بالدستور فيما يتعلق بمداولات مجلس الوزراء على التعديل الوزاري.
في أبريل 2021، رفض قيس سعيد إصدار قانون أساسي يتعلق بإنشاء محكمة دستورية، بحجة أنه تم تجاوز المواعيد النهائية، كما رفض أي تعديل دستوري يتعلق بهذا الموضوع بحجة أنه لا يمكن تعديل القانون الأساسي دون موافقة المحكمة الدستورية ودعا إلى اعتماد نص جديد يؤسس لنظام رئاسي وديمقراطية مباشرة للبرلمان، أو العودة إلى الدستور التونسي لعام 1959.

### احتجاجات 25 يوليو وتسلسل الأحداث

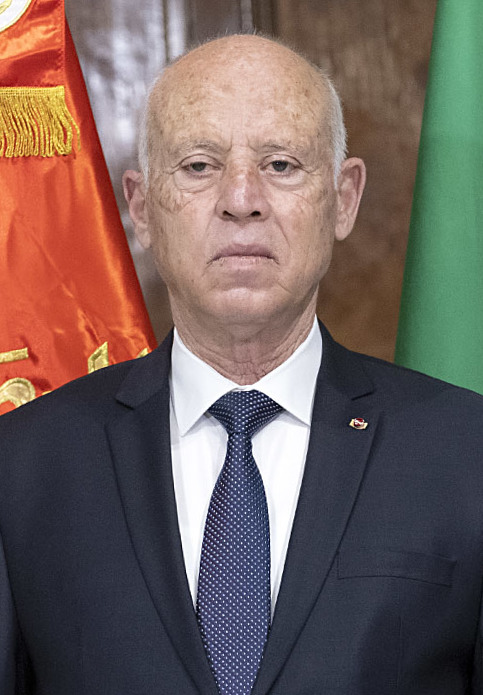
قيس سعيد في 2021.

بدأت الأزمة في 25 يوليو 2021 بعد أن أقال الرئيس التونسي قيس سعيد رئيس الحكومة هشام المشيشي وعلّق أنشطة مجلس نواب الشعب من خلال التذرع بصلاحيات الطوارئ المنصوص عليها في الفصل 80 من الدستور التونسي. جاءت قرارات الرئيس ردًا على سلسلة من الاحتجاجات ضد حركة النهضة والصعوبات الاقتصادية والارتفاع المفاجئ في حالات الإصابة بفيروس كورونا في تونس. قال رئيس البرلمان التونسي وزعيم حركة النهضة راشد الغنوشي إن تصرفات الرئيس اعتداء على الديمقراطية ودعا أنصاره إلى النزول إلى الشوارع في المعارضة. ثم اندلعت احتجاجات في تونس مؤيدة وأخرى معارضة لقرارات الرئيس، في حين أعربت القوات المسلحة التونسية عن دعمها لقرارات الرئيس.
في 26 يوليو أقال سعيد وزير الدفاع إبراهيم البرتاجي ووزيرة العدل بالوكالة حسناء بن سليمان. قال المشيشي إنه سيسلم السلطة لمن يختاره الرئيس في خطوة من شأنها تخفيف الأزمة. قال إنه «سيخدم تونس من أي مكان». كما أعلن سعيد حظر تجول لمدة شهر من 26 يوليو إلى 27 أغسطس 2021.
في 30 يوليو 2021 اعتُقل ياسين العياري عضو البرلمان والمنتقد المعروف للرئيس سعيد، من منزله من قبل رجال الأمن الذين ورد أنهم كانوا يرتدون ملابس مدنية. أدى تعليق الرئيس سعيّد لمجلس النواب إلى تجريد النواب من حصانتهم. وبناءً على ذلك قال مصدر في القضاء العسكري إن العياري سُجن بسبب حكم سابق صدر عام 2018 بتهمة انتقاد الجيش، وأُخلي سبيل العياري لاحقًا في 22 سبتمبر. في وقت لاحق من يوم 30 يوليو اعتقل عضو البرلمان ماهر زيد بعد أن حكم عليه في 2018 بالسجن لمدة عامين بتهمة إهانة الرئيس الراحل الباجي قائد السبسي.
وفي 24 أغسطس، بعد انتهاء مدة الـ30 يوما أصدر سعيد قرارًا بتمديد فترة التدابير الاستثنائية التي أعلنها منذ شهر إلى غاية إشعار آخر. على الرغم من أن الدستور ينص على أنه لا يمكن تعليق البرلمان إلا لمدة شهر، مما أثار مخاوف في بعض الأوساط بشأن مستقبل الديمقراطية في البلاد.
في 22 سبتمبر 2021 أصدر الرئيس قيس سعيّد أمرا رئاسيا يتعلق بتدابير استثنائية جديدة اعتبرت «إلغاءً لدستور 2014» منها:
1. مواصلة تعليق جميع اختصاصات مجلس نواب الشعب، ومواصلة رفع الحصانة البرلمانية عن جميع أعضائه، ووضع حد لكافة المنح والامتيازات المسندة لرئيس مجلس نواب الشعب وأعضائه.
2. مواصلة العمل بتوطئة الدستور وبالبابين الأول والثاني منه وبجميع الأحكام الدستورية التي لا تتعارض مع هذه التدابير الاستثنائية، إضافة إلى إلغاء الهيئة الوقتية لمراقبة دستورية القوانين.
3. تولي رئيس الجمهورية إعداد مشاريع التعديلات المتعلقة بـ«الإصلاحات السياسية» بالاستعانة بلجنة يتم تنظيمها بأمر رئاسي.
4. يتم إصدار النصوص ذات الصبغة التشريعية في شكل مراسيم يختمها رئيس الجمهورية ويأذن بنشرها بالرائد الرسمي للجمهورية التونسية، وذلك بعد مداولة مجلس الوزراء. (تولي الرئيس ممارسة السلطة التشريعية إلى جانب التنفيذية).

في وقت سابق من ذلك اليوم، سُجن سيف الدين مخلوف وفيصل التبيني، وكلاهما من أعضاء البرلمان. وفي 29 سبتمبر 2021، عيَّن سعيد السيدة نجلاء بودن في منصب رئيسة حكومة تونس، وهي المرة الأولى التي يجري فيها تعيين امرأة في هذا المنصب في تونس والوطن العربي.
في مساء يوم الإثنين 13 ديسمبر 2021، أعلن الرئيس قيس سعيد في خطاب توجه به إلى الشعب التونسي عن جملة من القرارات الجديدة اعتبرت تحديدا للسقف الزمني للإجراءات الاستثنائية التي أقرها سابقا:
1. بقاء المجلس النيابي مجمدا (معلقة اختصاصاته) إلى تاريخ تنظيم انتخابات تشريعية جديدة.
2. تنظيم استشارة شعبية "إلكترونية" بداية من الفاتح من يناير 2022 والإعداد للمنصات الالكترونية وبلورة أسئلة واضحة ومختصرة وتنظيم استشارات مباشرة بكل معتمدية على أن تنتهي هذه الاستشارات في 20 مارس 2022.
3. تتولى لجنة سيتم تحديد أعضائها وتنظيم اختصاصها التأليف بين مختلف المقترحات والقيام بإصلاحات في القوانين مثل قانون تنظيم الانتخابات وإشراف رئيس الدولة عليها، على أن تنهي أعمالها في يونيو 2022.
4. عرض مشاريع الإصلاحات الدستورية (التي ستقرها اللجنة) على الاستفتاء يوم 25 يوليو 2022.
5. تنظيم انتخابات تشريعية مبكّرة وفق القوانين الانتخابية الجديدة يوم 17 ديسمبر 2022.
6. وضع مرسوم خاص يتعلق بالصلح الجزائي وفق التصور الذي تم الإعلان عنه منذ 2012.
7. محاكمة «كل الذين أجرموا في حق الدولة التونسية وشعبها».

وتعليقًا على ذلك الإعلان، فقد أعلنت حملة "مواطنون ضد الانقلاب" عن تنظيم مظاهرات حاشدة في العاصمة تونس يوم 17 ديسمبر 2021 ذكرى اندلاع الثورة التونسية لمطالبة الرئيس قيس سعيد بإلغاء الإجراءات الاستثنائية. واستمرت ردود الفعل على خطاب الرئيس سعيد حيث أعلن ممثلو أحزاب «التيار الديمقراطي» و«الجمهوري» و«التكتل من أجل العمل والحريات» خلال مؤتمر صحفي مشترك الثلاثاء 14 ديسمبر 2021، عن النزول إلى شارع الحبيب بورقيبة بالعاصمة يوم 17 ديسمبر للاحتجاج ضد ما اعتبروه «إنقلاب رئيس الجمهورية قيس سعيد».
في 28 ديسمبر 2021، صدر بالرائد الرسمي للجمهورية التونسية المرسوم عدد 21 لسنة 2021 والذي يتعلق بقانون المالية لسنة 2022. وهو أول قانون مالية في تاريخ البلاد لا يمر عبر البرلمان ويصدر في شكل مرسوم صادر عن رئيس الجمهورية بسبب تجميعه للسُّلطتين التشريعية مع التنفيذية، كما أن هذا المرسوم «لا يقبل الطعن أمام القضاء» بموجب الأمر عدد 117 بتاريخ 22 سبتمبر 2021.
في 13 فبراير 2022، أصدر الرئيس قيس سعيد مرسوما رئاسيا يقضي بحل المجلس الأعلى للقضاء وإحداث «المجلس الأعلى المؤقت للقضاء» مع إدخال بعض التغييرات على تركيبة وصلاحيات المجلس الجديد. مما أثار ردود فعل دولية ومحلية متوالية.
وفي 26 مارس 2022، أعلن المتحدث باسم الإدارة العامة للحرس الوطني، عن إحباط محاولة لإغتيال وزير الداخلية توفيق شرف الدين.
بعد دعوة وجهها رئيس البرلمان المجمد راشد الغنوشي لإنعقاد مكتب مجلس النواب يوم الاثنين 28 مارس 2022، رد الرئيس قيس سعيد في لقاء له برئيسة الحكومة قائلا: «من يريد ان يجتمع فليجتمع في مركبة فضائية في السماء لأن المجلس مجمد .. واي قرار سيتم اتخاذه فهو خارج الفضاء والتاريخ والجغرافيا» وأضاف «ومن يحلم بالعودة للوراء فهو واهم ..ولن تتحقق أضغاث أحلامه».
في 9 مايو 2022، أصدر الرئيس قيس سعيد مرسوماً رئاسياً يقضي بتغيير تركيبة مجلس الهيئة العليا المستقلة للانتخابات وتعيين فاروق بوعسكر رئيسا للهيئة خلفا لنبيل بافون الذي ٱطيح به عبر نفس الأمر الرئاسي.

### محاولات إلغاء الإجراءات الإستثنائية
حسب الأمر الرئاسي عدد 117 الصادر في 22 سبتمبر 2021 فإن «المراسيم لا تقبل الطعن بالإلغاء». لكن رغم ذلك فقد تلقت الجهات القضائية عشرات الطعون في المراسيم الرئاسية والقرارات الصادرة عن الرئيس قيس سعيد منذ 25 يوليو 2021.

#### الدعاوى القضائية
كشفت وسائل إعلام تونسية أن المحكمة الإدارية تلقت ما لا يقل عن 15 طعنا في الأمر الرئاسي عدد 117 وأغلب هذه الطعون مقدمة من المجتمع المدني ومن النواب «المجمدين».
- في 3 أغسطس 2021، أعلن تسعة نواب بالمجلس الوطني التأسيسي إيداعهم طعناً لدى القضاء الإداري ضد قرارات الرئيس سعيّد تجميد البرلمان.[84][85][86]
- قال جوهر المغيربي، النائب بالبرلمان عن حزب قلب تونس، بتاريخ 6 أغسطس 2021، أنه تقدمه بطعن على قرارات الرئيس «الإستثنائية» أمام المحكمة الإدارية.[87][88]

صرّح القاضي السابق بالمحكمة الإدارية، أحمد صواب، أن القرارات الرئاسية قابلة للطعن لدى القضاء الإداري مؤكدا أنه «يمكن للنواب تقديم قضية في الطعن في القرارات، ولكن لن يتم قبولها» وفق قوله.
وحتى يومنا هذا، لم يصدر القضاء أي قرار يقضي بإبطال إجراءات الرئيس قيس سعيد التي اتخذها في 25 يوليو 2021.

#### المحاولة البرلمانية
في 28 مارس 2022، عقد مكتب مجلس نواب الشعب أولى جلساته منذ تعليق اختصاصات البرلمان في 25 يوليو 2021، حيث ترأس الغنوشي الجلسة وحضرها أغلب أعضاء المكتب ماعدا النواب، عبير موسي وخالد الكريشي ومبروك كرشيد. بينما كشفت وسائل إعلام عن معاينة المكتب لاستقالة 8 نواب من كتلة حركة النهضة والاتجاه لعقد جلسة عامة «عن بعد» يوم الاربعاء 30 مارس لإلغاء العمل بالتدابير الاستثنائية التي أقرها الرئيس سعيد.
وبعد إعلان مكتب البرلمان رسميا عن تنظيم جلسة عامة يوم 30 مارس لـ«وضع حدٍ للتدابير الاستثنائية» خرج الرئيس قيس سعيد خلال اجتماع لمجلس الأمن القومي ليرد على ذلك، واعتباره «انقلابا على الدستور» كما أكد سعيد أنه «احتراما للدستور تم تجميد المجلس لا حله». وقال سعيد في نفس السياق إن قوات ومؤسسات الدولة «ستتصدى لمن يريدون العبث بالدولة ودفع التونسيين للاقتتال».
في 29 مارس 2022، وقبل يوم من عقد الجلسة البرلمانية المرتقبة، رفضت المحكمة الابتدائية بتونس المطلب الاستعجالي المقدم من رئيسة الحزب الدستوري الحر عبير موسي لإيقاف أشغال الجلسة العامة المزمع انعقادها الأربعاء لمجلس النواب المجمدة أعماله.
وفي 30 مارس 2022، أصدر البرلمان «المجمد» القانون عدد 1 لسنة 2022 والمتعلق بـ«إلغاء الاوامر الرئاسية والمراسيم الصادرة بداية من 25 جويلية 2022» وذلك في جلسة برلمانية «عن بعد» ترأسها النائب الثاني لرئيس المجلس طارق الفتيتي، وٱقر القانون بعد تصويت 116 نائبا بـ«نعم» دون أي اعتراض. لكن بعد ساعات أعلن الرئيس قيس سعيد حل البرلمان بشكل رسمي.
لاحقا، قرّرت وزيرة العدل التونسية ليلى جفّال، فتح تحقيق قضائي ضد عدد من نواب البرلمان «المجمّد»، بتهمة التآمر على أمن الدولة الداخلي والخارجي.

### الاحتجاجات الرافضة والمؤيدة لقرارات الرئيس
بعد خطاب الرئيس سعيّد في 25 يوليو، خرج آلاف من المؤيدين لقرارات الرئيس (حل الحكومة وتجميد البرلمان) ولم يُسمع ليلتها صوت معارض لهذه القرارات ما عدا تصريحات رئيس البرلمان وبعض النواب الذين وصفوا الحدث بالانقلاب.
| التاريخ        | التفاصيل | المصادر                                                 | صور |
| -------------- | --- | ------------------------------------------------------- | --- |
| 26 يوليو 2021  | كانت أول ردت فعل رافضة لأنصار حركة النهضة والذين تجمعوا أمام البرلمان (بعد إحاطته بمدرعات الجيش) معلنين رفضهم للإجراءات الرئاسية لكن في المقابل تجمع أنصار الرئيس والمؤيدين لإجراءاته أمام مقر البرلمان بباردو ووقع الفصل بين المؤيدين والرافضين بحواجز أمنية ولكن رغم ذلك وقع تبادل للعنف بين الطرفين. | [ 105 ]                                                 |     |
| 3 أكتوبر 2021  | ادعى الرئيس قيس سعيد في تسجيل مصور (نشرته صفحة رئاسة الجمهورية بفيسبوك) خروج حوالي مليون و800 ألف مواطن، في مظاهرات حاشدة في العاصمة تونس وبعض المدن التونسية لمساندة قراراته والمطالبة برحيل راشد الغنوشي من رئاسة البرلمان وحل مجلس نواب الشعب. ولكن الرئاسة التونسية سحبت هذا التسجيل من صفحتها الرسمية على "فيسبوك"، الثلاثاء 5 أكتوبر/تشرين الأول 2021، بعد أن اتضح أن الرقم غير حقيقي وأن المعلومة "مغلوطة". فيما قالت وكالتي فرانس برس ورويترز أن ما بين 5 و8 آلاف متظاهر هو العدد الحقيقي للمتظاهرين يوم 3 أكتوبر في العاصمة تونس وولاية صفاقس وبعض المدن الأخرى. | [ 106 ] [ 107 ] [ 108 ] [ 109 ] [ 110 ]                 |     |
| 10 أكتوبر 2021 | تظاهر أكثر من خمسة آلاف شخص وسط العاصمة التونسية للاحتجاج على القرارات التي اتخذها الرئيس قيس سعيّد يومي 25 يوليو و22 سبتمبر والتي سمحت له بتعزيز صلاحياته وتحصين قراراته من الطعن أمام القضاء. | [ 111 ]                                                 |     |
| 14 نوفمبر 2021 | قالت وسائل إعلام تونسية أن آلاف التونسيين شاركوا في احتجاجات مناهضة للرئيس قيس سعيد، الأحد 14 نوفمبر 2021، وكانت حملة «مواطنون ضد الإنقلاب» قد دعت إلى المشاركة بكثافة في الاحتجاجات رغم إغلاق قوات الأمن للمنافذ المؤدية إلى ساحة باردو قبالة البرلمان. المتظاهرون طالبوا باستئناف العمل بالدستور وإلغاء تعليق اختصاصات البرلمان بالإضافة إلى مطالبات بعزل رئيس الجمهورية قيس سعيد. في أول بيان لها، أكدت وزارة الداخلية أن عدد الحاضرين بالوقفة الاحتجاجية بباردو، بلغ إلى حدود الساعة الواحدة بعد الزوال من ظهر اليوم 14 نوفمبر 2021، حوالي 1000 شخص. وقد أذنت النيابة العمومية بالاحتفاظ ببعض الأشخاص الذين كانوا حاضرين في الوقفة المذكورة بعد تحرير محاضر عدلية في شأنهم من أجل «مسك وحيازة سلاح أبيض» و«مسك واستهلاك مادة مخدرة». ومع نهاية اليوم، قالت وزارة الداخلية في بلاغ ثان لها أن 3500 شخص شاركوا في الوقفة الاحتجاجية، حسب تقديرات المصالح الأمنية. | [ 112 ] [ 113 ] [ 114 ] [ 115 ]                         |     |
| 17 ديسمبر 2021 | خرج عدد من مؤيدي الرئيس قيس سعيد أمام المسرح البلدي بالعاصمة لدعم قراراته التي اتخذها منذ 25 يوليو لكن بالقرب منهم في شارع الحبيب بورقيبة كان معارضو الرئيس يهتفون ضده وضد إجراءاته، تعرضوا في البداية للمنع من دخول الشارع من قبل قوات الأمن. أعلنت مبادرة «مواطنون ضد الإنقلاب» على لسان أحد قادتها جوهر بن مبارك بدء إعتصام مفتوح في العاصمة حتى «يسقط الإنقلاب» حسب قوله. من جهته، قال الأمين العام لحزب التيار الديمقراطي غازي الشواشي في تصريح للجزيرة إن الأمن التونسي منع أنصار حزبه والحزب الجمهوري وحزب التكتل من أجل العمل والحريات من التظاهر في شارع الحبيب بورقيبة. في المقابل، قال وزير الداخلية توفيق شرف الدين في تصريحات أدلى بها من شارع الحبيب بورقيبة إن الأمن يتعامل مع جميع المواطنين «في إطار المساواة التامة». لاحقا، قامت قوات الأمن بفض إعتصام «مواطنون ضد الإنقلاب» والذي شهد تبادل عنف بين الأمن والمعتصمين، كما أوقفت السلطات الأمنية 10 أشخاص إثر فض الاعتصام وتم إخضاعهم للأبحاث اللازمة ليتقرر الاحتفاظ بستة منهم من أجل تهم تعلقت بالاعتداء على موظف عمومي أثناء مباشرته لوظيفته، أخلت النيابة العمومية سبيل ثلاثة منهم وأودعت الثلاثة الآخرين السجن.        | [ 116 ] [ 117 ] [ 118 ] [ 119 ]                         |     |
| 14 يناير 2022  | شهدت الذكرى الـ11 لسقوط نظام الرئيس السابق زين العابدين بن علي، يوم 14 يناير 2022، دعوات من قبل مبادرة "مواطنون ضد الانقلاب" وحركة النهضة للتظاهر ضد اجراءات قيس سعيّد الرئاسية. لكن شهد شارع الحبيب بورقيبة تواجدا أمنيا مكثفا ومحاولات لعرقلة وصول المحتجين له. وذكرت وسائل إعلام، أن المتظاهرين تجمعوا في محيط الشارع الرئيسي بتونس العاصمة وفي شارع محمد الخامس، محاولين الوصول إلى شارع بورقيبة، بينما حاولت قوات الأمن منعهم عبر إطلاق الغاز المسيل للدموع وخراطيم المياه. وبرر البعض قيام السلطات الأمنية بتفريق المحتجين بسبب قررات الحكومة الأخيرة منع التجمعات لمكافحة انتشار متحور أوميكرون. قالت قناة فرانس 24 أن «أكثر من 1000 متظاهر تحدوا الحظر المفروض على التظاهرات يوم الجمعة 14 يناير 2022 احتجاجا على استيلاء الرئيس قيس سعيد على السلطة منذ 25 يوليو 2021». وذكرت وسائل اعلام من بينها اذاعة موزاييك أف أم أن ما بين 15 إلى 32 شخص من بينهم الناشط السياسي وأحد أبرز المعارضين لنظام بن علي عماد دغيج وقع ايقافهم على ذمة تهم تعلقت بـ"مخالفة التراتيب الصادرة ممن له سلطة النظر والتجمهر بالطريق العام وهضم جانب موظف عمومي أثناء مباشرته لوظيفته سواء بالقول أو بالفعل". | [ 120 ] [ 121 ] [ 122 ] [ 123 ] [ 124 ] [ 125 ] [ 126 ] |     |
| 13 فبراير 2022 | تظاهر الآلاف من أنصار مبادرة "مواطنون ضد الانقلاب" وحركة النهضة، صباح الأحد 13 فبراير 2022، في شارع محمد الخامس بالعاصمة تونس، احتجاجا على قرارات الرئيس قيس سعيّد فيما يتعلق بحل المجلس الأعلى للقضاء. | [ 127 ]                                                 |     |
| 20 مارس 2022   | تزامنا مع ذكرى عيد الاستقلال، خرج الآلاف من المتظاهرين في مسيرة، دعت إليها كل من المبادرة الديمقراطية وحركة النهضة، لتنطلق من باب سعدون إلى ساحة باردو قرب مقر البرلمان "المجمد" للإحتفال بذكرى الاستقلال والمطالبة بعزل الرئيس قيس سعيد وانهاء الحالة الاستثنائية التي تعيشها البلاد. وقالت وكالة تونس افريقيا للأنباء أنه "حسب تقديرات أمنية، تجاوز عدد المشاركين في هذه المسيرة ألفي شخص، في حين أعلنت القيادات السياسية المشاركة في هذه التظاهرة أن العدد بلغ ثلاثين ألف مشارك". في حين أعلن أحد منظمين المسيرة جوهر بن مبارك، عن تعرضهم لتضييقات أمنية وإيقاف عدد من المشاركين في المسيرة. | [ 128 ] [ 129 ] [ 130 ] [ 131 ] [ 132 ]                 |     |
| 15 أكتوبر 2022 | تظاهر الآلاف في تونس العاصمة خلال وقفتين احتجاجيتين، الأولى من تنظيم جبهة الخلاص الوطني والثانية من تنظيم الحزب الدستوري الحر بقيادة عبير موسي، في ذكرى عيد الجلاء، ضد الرئيس قيس سعيد والإنتخابات التشريعية المزمع اجراؤها في 17 ديسمبر القادم والتي أعلن الطرفان مقاطعتها وعدم "مشروعيتها". قالت وزارة الداخلية انها حجزت حوالي 17 ألف دينار في محيط مسيرات العاصمة بينما أعلنت جبهة الخلاص مقاضاة وزير الداخلية بتهمة ''تعطيل حقّ التّظاهر" عبر التعطيل المتعمد لوسائل النقل، الأمر الذي نفته الوزارة. في المقابل أكدت عبير موسي تعرض مسيرة حزبها لتضييقات أمنية بينما "لم تتعرض مسيرة جبهة الخلاص لأي تضييقات بإرادة من قيس سعيد" وفق قولها. رد على ذلك أحمد نجيب الشابي رئيس الجبهة موجها انتقادات لاذعة لموسي، واعتبرها "مخبرة تشي بزملائها" زمن نظام بن علي بالإضافة لمحاولتها "استئصال جزء من الشعب التونسي" الداعم لتيار الإسلام السياسي حسب ما صرح به. | [ 133 ] [ 134 ] [ 135 ] [ 136 ] [ 137 ] [ 138 ]         |     |
| 14 يناير 2023  | نظم كل من أحزاب "الخماسي" (حزب العمال والحزب الجمهوري والتيار الديمقراطي والقطب والتكتل) وجبهة الخلاص الوطني مظاهرات حاشدة وسط العاصمة وشارع الحبيب بورقيبة كما حاولت عبير موسي رفقة أنصار حزبها الدستوري الحر تنظيم مسيرة نحو قصر قرطاج بينما منعت قوات الأمن ذلك. وطالب المتظاهرون برحيل قيس سعيد واجراء انتخابات رئاسية مبكرة. | [ 139 ] [ 140 ] [ 141 ] [ 142 ]                         |     |

### الصراع مع القضاء
اعتبر الرئيس التونسي قيس سعيّد أنه «لا يمكن تطهير البلاد إلا بتطهير القضاء»، مشددا على أنه « لا يمكن أن تبقى القضايا على رفوف المحاكم لسنوات بسبب تسلل البعض إلى السلك القضائي». كما استقبل رئيس المجلس الأعلى للقضاء يوسف بوزاخر في قصر قرطاج في العديد من المرات منذ 25 يوليو 2021، بحيث صرح أن «القضاء يجب أن يلعب دوره التاريخي خلال المرحلة القادمة وأن يكن عادلا ولا يظلم أحدا».
كما اعتبر قيس سعيد أن «القضاء وظيفة وليس سلطة قائمة الذات مستقلة عن الدولة» كما دعى إلى الإسراع في البت في تقرير محكمة المحاسبات المتعلق بالتجاوزات في انتخابات 2014 و2019 لدى القضاء العدلي. وأوضح رئيس الدولة أن «التقرير صادر عن محكمة وليس عن سلطة إدارية أو سياسية وله بالتالي حجّية بالرغم من أنه يحمل صفة التقرير لا الحكم، ولا بدّ بقطع النظر عن التسمية، ترتيب النتائج القانونية على هذا التقرير».
كما دعا رئيس الجمهورية قيس سعيد في لقاء سابق مع وزيرة العدل إلى إعداد مشروع يتعلق بالمجلس الأعلى للقضاء الأمر الذي علق عليه رئيس المجلس الأعلى للقضاء يوسف بوزاخر وشدد على أن «مسألة إصلاح القضاء حساسة ولا يمكن طرحها بناءً على مجرد اتهامات من هنا وهناك».
وفي نفس السياق اعتبر القيادي بحركة النهضة علي العريض خلال مؤتمر صحفي الإثنين 6 ديسمبر 2021 أنه يوجد محاولات لتوظيف القضاء والضغط عليه، بهدف إقصاء «النهضة»، مؤكدا أن طريقة رئيس الجمهورية قيس سعيد في التعامل مع القضاء غير مقبولة.
قال وزير الداخلية توفيق شرف الدين، الاثنين 3 يناير 2022، أنه قد أصدر قرارا بوضع كل من القيادي بحركة النهضة نور الدين البحيري والمسؤول السابق بالوزارة فتحي البلدي قيد الإقامة الجبرية في مكان حددته الوزارة بتهم تتعلق «بشبهات صنع وتقديم شهادات جنسية وبطاقات تعريف وجوازات سفر بطريقة غير قانونية لأشخاص لم يذكر أسمائهم أو صفتهم». كما كشف الوزير بأن اللجوء إلى اتخاذ قرار الإقامة الجبرية تم اثر «تعطل الإجراءات القضائية رغم عدم وجود أي داعي لتعطلها» وفق قوله، الأمر الذي دفع مكتب الاتصال بالمحكمة الابتدائية بتونس لإصدار بلاغ الثلاثاء 4 يناير 2022 قال فيه «أن النيابة العمومية بالمحكمة الابتدائية بتونس تسجّل "استغرابها" ممّا ورد بالندوة الصحفية لوزير الداخلية يوم أمس الاثنين بخصوص تعطل الإجراءات لدى النيابة العمومية حول فتح ابحاث تحقيقية تعلقت بتوفر معلومات مفادها حصول شخص سوري الجنسية وزوجته السورية على بطاقتي تعريف وطنية وجوازي سفر تونسي تم استخراجها خلال فترة إشراف نور الدين البحيري على وزارة العدل».
أعرب رئيس الجمهورية قيس سعيد، الخميس 6 يناير 2022، لدى اشرافه على اجتماع مجلس وزراء بقصر قرطاج، عن رفضه لتدخل القضاة بالإجراءات التي اتخذها بشأن مراجعة وإصلاح المنظومة القضائية كما رفض وصف ما قام به بأنه «إنقلاب»، قائلا: «ليعلم الجميع أنه لا وجود لدولة القضاة.. هم قضاة الدولة.. وما أسمعه وأقرؤه وأحتقره هو أن يتحدث قاض عن الانقلاب .. مادخله في الانقلابات.. واجب الحياد والتحفظ يقتضي أن يلازم الصمت ويطبق القانون».
أصدر رئيس الدولة قيس سعيد، الأربعاء 19 يناير 2022، مرسوما رئاسيا يقضي بـ«وضع حد للمنح والامتيازات المخولة لأعضاء المجلس الأعلى للقضاء». كما قالت رئاسة الجمهورية في بيان لها أن «المنحة تقدر بـ 2364 دينار إضافة إلى 400 لتر من الوقود». فيما حذر بعض القضاة من حل المجلس الأعلى للقضاء.

#### حل المجلس الأعلى للقضاء
تزامنا مع ذكرى اغتيال الشهيد شكري بلعيد، ظهر رئيس الدولة قيس سعيد مساء السبت 5 فبراير 2022، في مقر وزارة الداخلية محاطا بوزير الداخلية وعدد من الإطارات السامية بالوزارة، معلنا حلّ المجلس الأعلى للقضاء وقال الرئيس في كلمته: «غدا يحتفل التونسيون بالذكرى التاسعة لاغتيال الشهيد شكري بلعيد، لأنّ القضية بقيت في رفوف المحاكم لسنوات عديدة وتمّ التلاعب بالملف من قبل عدد من القضاة اللذين لا مكان لهم في قصور العدالة إلاّ كمتهمين، مع احترامي للقضاة الشرفاء..» مؤكدا على أن «الأعلى للقضاء» «بات في عداد الماضي». كما دعى سعيد أنصاره إلى التظاهر يوم 6 فبراير 2022 للمطالبة بحل المجلس. بينما قال رئيس المجلس الأعلى للقضاء يوسف بوزاخر أن «رئيس الجمهورية لم يعلن حل المجلس بل قال إنه بات في عداد الماضي» مشيرا إلى عدم وجود أي آلية قانونية أو دستورية مشروعة تسمح للرئيس بحل المجلس الأعلى للقضاء. وفي 7 فبراير 2022، أعلن رئيس «الأعلى للقضاء» منع قوات الأمن الإداريين والموظفين من دخول مقر المجلس. بينما نفى مصدر أمني لوكالة تونس افريقيا للأنباء حدوث ذلك.
في 13 فبراير 2022، نشر المرصد الأورومتوسطي لحقوق الإنسان تقريرًا قال فيه إنّ المرسوم الذي أصدره الرئيس التونسي قيّس سعيد الذي حلّ بموجبه المجلس الأعلى للقضاء وتشكيل مجلسًا أخر ينتهك الدستور، ويمس باستقلالية القضاء ويتعارض مع المبادئ الأساسية بشأن استقلال السلطة القضائية للأمم المتحدة. أشارت المنظمة  إلى أنّ المرسوم يُلغي على نحو غير مشروع بعض الحقوق الدستورية والنقابية للقضاة، إذ يحظر على القضاة الدخول في مختلف أصناف الإضرابات أو الأعمال الجماعية المعارضة التي من شأنها تعطيل العمل بالهيئات القضائية.

#### حركة عزل القضاة
أصدر الرئيس قيس سعيد الأمر الرئاسي عدد 516 لسنة 2022 والمؤرخ في 1 يونيو 2022 يتعلق بإعفاء 57 قاضيا من بينهم رئيس المجلس الأعلى للقضاء «المنحل» يوسف بوزاخر، بعد اتهامهم في قضايا فساد. لكن في 10 أغسطس 2022، وافقت المحكمة الادارية على إيقاف تنفيذ قرارات إعفاء 47 قاضيا ورفضت عددا قليلا من الطعون الواردة عليها.

### حل البرلمان
بعد مرور 8 أشهر على تعليق اختصاصاته، أعلن رئيس الجمهورية قيس سعيد في 30 مارس 2022 حل مجلس نواب الشعب استنادا للفصل 72 من الدستور. وذلك كرد فعل على الجلسة البرلمانية التي ٱقيمت «عن بعد» في نفس اليوم، والتي ٱلغي بموجبها العمل بـ«الاجراءات الاستثنائية». الأمر الذي اعتبره رئيس الجمهورية «محاولة انقلابية فاشلة».

### الدستور الجديد
في محاولة منه لتغيير النظام السياسي للبلاد من برلماني معدل إلى رئاسي، أصدر الرئيس قيس سعيد في 30 يونيو 2022 النسخة الأولى من مشروع الدستور الجديد للجمهورية التونسية والمعروف إعلاميا بـ«دستور الجمهورية الجديدة». كما دعى الناخبين التونسيين للتصويت بـ«نعم» لمشروع الدستور.
وفي 8 يوليو 2022، نُشرت تعديلات جديدة في الرائد الرسمي لبعض فصول مشروع الدستور الجديد بعد تضمن نسخته الأولى لعدة أخطاء لغوية، قال الرئيس سعيد أنها «تسربت» لمسودة الدستور.
في 26 يوليو 2022، أعلنت الهيئة العليا المستقلة للانتخابات النتائج الأولية للاستفتاء والتي تقضي بإقرار الدستور الجديد بأغلبية %94.6 من أصوات المشاركين الذين بلغت نسبتهم %30.5 من إجمالي الناخبين المسجلين. وفي أغسطس من نفس العام، وبعد انتهاء فترة الطعون القانونية، ختم الرئيس سعيد الدستور الجديد وأمر بدخوله حيز التنفيذ.

### انتخابات تشريعية مبكرة وبرلمان جديد
منذ 25 يوليو 2021، غاب المجلس التشريعي النيابي عن الحياة السياسية في تونس قبل أن يعلن رئيس الجمهورية قيس سعيد عن تنظيم انتخابات تشريعية مبكرة يوم 17 ديسمبر 2022 تزامنا مع ذكرى إندلاع الثورة، لكن بقواعد وقوانين جديدة حيث عدل الرئيس القانون الانتخابي الصادر عام 2014 وقلص عدد المقاعد في مجلس نواب الشعب من 217 إلى 161 كما أعاد ترسيم الدوائر الانتخابية وجعل الاقتراع على الأفراد لا على القوائم كما كان في السابق. لذلك أعلنت أغلب الأحزاب في البلاد باختلاف توجهاتها مقاطعة هذه الانتخابات.
ٱجريت الإنتخابات، ولم تتجاوز نسبة المشاركة الـ 11% أي ما يعادل 1 مليون ناخب من أصل 9 ملايين حسب ما أعلنته الهيئة العليا المستقلة للانتخابات، وهي أدنى نسبة في تاريخ الانتخابات التشريعية في تونس. برر رئيس هيئة الانتخابات فاروق بوعسكر هذه النسبة، نتيجة "غياب المال السياسي الفاسد والأجنبي" و"غياب استعمال الموارد العمومية"، وفق تصريحه بالإضافة لعوامل أخرى مثل تغيير القانون الانتخابي واعتماد نظام الإقتراع على الأفراد وتأثير دعوات المقاطعة الصادرة عن عدد من الأحزاب.
تلت هذه الأرقام الضعيفة، دعوات من المعارضة مثل جبهة الخلاص والحزب الدستوري الحر والعديد من الأحزاب الأخرى دعوات لإجراء انتخابات رئاسية مبكرة وتنحي الرئيس قيس سعيد كما دعت حركة النهضة لإلغاء الجولة الثانية من الانتخابات التشريعية المقرر عقدها يوم 29 يناير 2023.
إستأنف البرلمان نشاطه رسميا الاثنين 13 مارس 2023 بقرار من الرئيس قيس سعيد.

### سلسلة من الإيقافات والاعتقالات
في فجر السبت 11 فبراير 2023، بدأت سلسلة من الإعتقالات والإيقافات في تونس استهدفت شخصيات سياسية بارزة. تم اعتقال الناشطين السياسيين خيام التركي وعبد الحميد الجلاصي، بالإضافة إلى رجل الأعمال كمال لطيف، وذلك بناءً على اتهامات معروفة إعلامياً بقضية "التآمر على أمن الدولة" والذي تولى القطب القضائي لمكافحة الإرهاب التحقيق فيها.
تلى ذلك في 13 فبراير، مداهمة منازل وإعتقال كل من القيادي بحركة النهضة نور الدين البحيري، الناشط السياسي لزهر العكرمي ومدير عام إذاعة موزاييك اف ام نور الدين بوطار في قضايا مختلفة منها قضية "التآمر".
وفي السياق نفسه يصرّح رئيس الجمهورية قيس سعيد في 14 فبراير 2023، بأن سلسلة الاعتقالات كشفت عن تورط بعض الأشخاص في التآمر على أمن الدولة، داخلياً وخارجياً، وهذا بالاثباتات، حسب قوله. كما أثار سعيد الجدل عقب وصفه الموقوفين بـ"الإرهابيون" الذين وجب محاسبتهم.
أثارت هذه الاعتقالات ردود فعل وانتقادات، حيث عبر المفوض السامي لحقوق الإنسان بمنظمة الأمم المتحدة فولكر تورك، عن قلقه إزاء ما وصفه «بتفاقم القمع تجاه المعارضين السياسيين وممثلي المجتمع المدني في تونس، لا سيما من خلال التدابير التي اتخذتها السلطات والتي ما تزال تقوض استقلال القضاء». كما انتقد تورك محاكمة المعارضين للحكومة والمدنيين أمام المحاكم العسكرية داعيا للإنهاء الفوري لذلك.
أدانت جبهة الخلاص الوطني وحركة النهضة حملة الإيقافات كما استنكرت النقابة الوطنية للإذاعات الخاصة إيقاف نور الدين بوطار الذي نفت محاميته دليلة مصدق أي علاقة صلة بين إيقافه والإيقافات المتعلقة بقضية "التآمر على أمن الدولة".
استمرت لاحقا موجة الإيقافات، حيث جرى إعتقال رئيس الحزب الجمهوري عصام الشابي وعضوة جبهة الخلاص الوطني شيماء عيسى في 22 فبراير بتهمة "التآمر على أمن الدولة" ثم إيقاف الناشط اليساري وأحد مؤسسي مبادرة مواطنون ضد الإنقلاب عز الدين الحزقي مساء يوم 23 فبراير (أُفرج عنه بعد ساعات). كما اعتُقل أبرز وجوه المعارضة، جوهر بن مبارك وغازي الشواشي ورضا بلحاج يوم 24 فبراير، جميعهم ادرجوا ضمن قضية "التآمر".
تواصلت حملة الاعتقالات إلى أن طالت زعيم حركة النهضة ورئيس البرلمان المنحل راشد الغنوشي في 17 أبريل 2023، عقب اتهامه بالتحريض على "الحرب الأهلية" واتهامات أخرى متعلقة بالإرهاب.

## النتائج
قلبت الأزمة السياسية في تونس موازين القوى في البلاد، وتغيرت على إثرها قوانين وقواعد عديدة غيرت مسار الاحداث في الواقع التونسي حتى اللحظة:
- حلّ 3 مؤسسات دستورية وهم (الهيئة الوقتية لمراقبة دستورية مشاريع القوانين [حلّ وإلغاء]، برلمان 2019، المجلس الأعلى للقضاء).[220][221][222]
- حلّ المجالس البلدية المنتخبة قبل انتهاء مدتها النيابية.[223]

- إجراء أول استفتاء على الدستور بعد الثورة والموافقة عليه بنسبة فاقت الـ %94 بينما بلغت نسبة المقاطعة والغياب عن التصويت حوالي %70.[224][225]

- استمرار تردي الوضع الاقتصادي في البلاد.[226][227][228] والرئيس قيس سعيد يتهم «المُحتكرين» بالتسبب في ذلك.[229][230]
- اقرار تنقيحات جذرية على القانون الانتخابي واعتماد طريقة الاقتراع على الأفراد في دورتين وإنتخاب 161 عضوا بمجلس النواب عوضا عن 217 كما كان في السابق.[231][232][233][234]
- تغيير النظام السياسي من برلماني معدل (شبه رئاسي) إلى نظام رئاسي.[235][236]
- اقتصار دور البرلمان القادم على إصدار القوانين ومساءلة الحكومة.[237][238]
- إجراء الانتخابات التشريعية وتسجيل أدنى نسبة مشاركة في تاريخ الانتخابات في تونس.[239]
- تعمق الانقسام السياسي ودعوات لمقاطعة الانتخابات البرلمانية.[240][241][242]

## ردود الفعل

### مواقف الأحزاب السياسية
| مساندة                                                                 | مساندة مشروطة | معارضة | لاموقف                                                   |
| بعد قرارات 25 يوليو                                                    | | |                                                          |
| - حركة الشعب - حركة تونس إلى الامام - حزب التحالف من أجل تونس          | - حزب التيار الديمقراطي - الحزب الجمهوري - التكتل الديمقراطي من أجل العمل والحريات - آفاق تونس - حزب البديل التونسي - تحيا تونس - مشروع تونس - المسار الديمقراطي الاجتماعي | - حركة النهضة - ائتلاف الكرامة - قلب تونس - الاتحاد الشعبي الجمهوري - حزب العمال | - الحزب الدستوري الحر - حزب الوطنيين الديمقراطيين الموحد |
| بعد قرارات 22 سبتمبر                                                   | | |                                                          |
| - حركة الشعب - حزب الوطنيين الديمقراطيين الموحد - حركة تونس إلى الامام | - مشروع تونس - المسار الديمقراطي الاجتماعي | - حركة النهضة - ائتلاف الكرامة - قلب تونس - الاتحاد الشعبي الجمهوري - حزب العمال - حزب التيار الديمقراطي - التكتل الديمقراطي من أجل العمل والحريات - آفاق تونس - الحزب الجمهوري - الحزب الدستوري الحر - حزب الأمل | - تحيا تونس                                              |

### المحلية
- الأحزاب السياسية: دعت عدة أحزاب معارضة إلى تشكيل حكومة وحدة وطنية كحل سياسي وحيد للاضطرابات المستمرة. يواصل حزب حركة النهضة الإعراب عن معارضة قوية لقرارات قيس سعيد،[243][244] على الرغم من الصراع الداخلي.[245]
- تشكيل «تنسيقية القوى الديمقراطية»: في 28 سبتمبر 2021، أعلنت 4 أحزاب تونسية كبرى معارضة لحركة النهضة وهم (حزب التيار الديمقراطي - حزب آفاق تونس - حزب التكتل الديمقراطي من أجل العمل والحريات - والحزب الجمهوري) تشكيل جبهة معارضة لإجراءات 25 يوليو و22 سبتمبر تدعى «تنسيقية القوى الديمقراطية». دعت هذه التنسيقية إلى استئناف العمل بالدستور وإحترام الشرعية الدستورية.[246][247][248]
- إعلان حملة «مواطنون ضد الانقلاب»: في 8 نوفمبر 2021، كان من المنتظر أن تعقد حملة "مواطنون ضد الانقلاب" أول مؤتمر صحفي لها حسب ما أعلنته الحملة على صفحتها بموقع فيسبوك. ولكن راجت أخبار تُفيد بمنع قوات الأمن أعضاء الحملة من القيام بمؤتمرهم مما جعلهم يقومون بها في الشارع. لكن رئيس الجمهورية قيس سعيد نفى في كلمته عشية نفس اليوم خلال اجتماعه برئيسة الحكومة نجلاء بودن ووزير الداخلية توفيق شرف الدين، منع ندوة ''مواطنون ضد الانقلاب".[249][250][251] وكان ضمن هذه الحملة شخصيات وطنية من بينها المستشار السابق للرئيس قيس سعيد عبد الرؤوف بالطبيب، الكاتب الصحفي الحبيب بوعجيلة، النائبة الأولى لرئيس البرلمان سميرة الشواشي، أستاذ القانون الدستوري جوهر بن مبارك، اليساري المعروف عز الدين الحزقي بالإضافة إلى مجموعة من الشخصيات السياسية والحزبية المعروفة ومحامين.[252] قال رضا بلحاج عضو المبادرة، أنهم اقترحوا الرجوع إلى الشرعية من خلال عودة البرلمان لفترة تسمح بالإعداد لانتخابات رئاسية وتشريعية مبكرة واستكمال تركيبة هيئة الانتخابات والهايكا وشدّد المتحدث على ضرورة الرجوع للحياة الدستورية ووضع حد للتدابير الاستثنائية كما أكد أن الحملة شرعت في إعداد خارطة طريق.[253][254][255] لاحقا انضمت الحملة لـ"جبهة الخلاص الوطني".
- المجتمع المدني / المنظمات غير الحكومية / النقابات: على عكس الأحزاب السياسية، اجتمعت منظمات المجتمع المدني التونسي مثل (الجمعية التونسية للنساء الديمقراطيات، الرابطة التونسية للدفاع عن حقوق الإنسان، النقابة الوطنية للصحفيين التونسيين، الاتحاد العام التونسي للشغل، الاتحاد الوطني للمرأة التونسية، الاتحاد التونسي للفلاحة والصيد البحري والاتحاد التونسي للصناعة والتجارة والصناعات التقليدية) في كثير من الحالات مع قيس سعيد مباشرة منذ 25 يوليو 2021. واتجهت النقابات، في جزء كبير منها إلى تبني موقف معتدل تجاه تصرفات الرئيس، معبرة عن شكوكها تجاه حكم الرجل الواحد، ولكنها أشادت أيضًا بموقفه الجريء من الفساد المستحكم، وشاركته اعترافه بالوضع التونسي على أنه وصل إلى أعلى مستويات الطوارئ.[256][257][258]
- الرد شعبي: فيما يتعلق بردود عامة الشعب التونسي، لاحظت المحللة التونسية وئام الشتاوي: «بمجرد أن أعلن سعيد عن إجراءاته، كان هناك احتفال جماهيري في شوارع العديد من المدن في جميع أنحاء البلاد، وهو أمر شاهده التونسيون وشعروا به بشكل مباشر. يمكن للمراقب الذي لم يكن موجودًا أن يفهم تمامًا. الأحياء التي كانت هادئة بشكل مخيف لأشهر في المساء بسبب حظر التجول المرتبط بسبب جائجة فيروس كورونا اندلعت فيها الهتافات وأبواق السيارات والألعاب النارية. تحولت الممرات الدوارة إلى ساحات مرتجلة مليئة بالرقص وترديد الناس».
- الرئيس الأسبق: استنكر الرئيس الأسبق المنصف المرزوقي تصرفات الرئيس ووصفها بأنها «انقلاب» واضح، وأن الفكرة الأساسية لدينا عند كتابة الدستور هي أن نقول إن الرئيس لم يعد الرجل الذي يملك كل السلطة، كان من المفترض أن تكون تونس قصة نجاح في العالم العربي. لكنها لم تعد قصة نجاح. لكن اسمحوا لي أن أذكركم بأن لدينا هذه الأزمة السياسية وسط أسوأ أزمة صحية شهدناها في تونس على الإطلاق.[259] تسببت مواقف المرزوقي في الحكم عليه غيابيا بالسجن 4 سنوات بتهمة «الاعتداء على أمن الدولة الخارجي».[260][261]

### الدولية
- فرنسا: أصدرت وزارة الخارجية إعلانًا في 26 يوليو 2021 تشير إلى أن فرنسا تتابع تطور الوضع السياسي في تونس، مؤكدة على رغبتها في احترام سيادة القانون والعودة، «في أقرب وقت ممكن»، إلى العمل الطبيعي للمؤسسات. تناشد فرنسا جميع القوى السياسية للحفاظ على التقدم الديمقراطي المكتسب.[262]
- ألمانيا: أصدرت ماريا أديبهر، المتحدثة باسم وزارة الخارجية، بيانًا قالت فيه «لقد ترسخت الديمقراطية في تونس منذ عام 2011»، لكن ألمانيا كانت «قلقة للغاية»، مضيفة «لا نريد التحدث عن انقلاب». من المهم العودة إلى النظام الدستوري في أسرع وقت ممكن. سنحاول بالتأكيد مناقشة الوضع مع السفير التونسي في برلين وسفيرنا في تونس مستعد للدخول في مباحثات.[263]
- الكويت: وقال وزير الخارجية أحمد ناصر المحمد الصباح إنه تحدث مع وزير الخارجية التونسي بشأن التطورات الأخيرة.
- قطر: ونقلت وكالة الأنباء القطرية عن بيان لوزارة الخارجية: «تأمل قطر أن تتبنى الأطراف التونسية طريق الحوار لتجاوز الأزمة».
- روسيا: وقال المتحدث باسم الكرملين، ديمتري بيسكوف، إن روسيا تراقب التطورات، وإننا نأمل ألا يهدد أي شيء استقرار وأمن شعب ذلك البلد.
- السعودية: صرح وزير الخارجية السعودي فيصل بن فرحان أنه حادث وزير الخارجية التونسي عثمان الجرندي ووضح «حرص المملكة على أمن واستقرار وازدهار الجمهورية التونسية الشقيقة ودعم كل ما من شأنه تحقيق ذلك».[264][265]
- إسبانيا: أصدرت وزارة الشؤون الخارجية والاتحاد الأوروبي والتعاون بيانا أعلنت أنها تتابع بقلق التطورات الأخيرة في تونس ودعت إلى «الهدوء والاستقرار» ودعت إلى العمل المنتظم للمؤسسات مع الاحترام اللازم في دولة القانون والحريات والحقوق السياسية .[266][267]
- تركيا: قالت وزارة الخارجية التركية إنها تشعر بقلق بالغ،«وأن الحفاظ على الإنجازات الديمقراطية لتونس، التي تعد قصة نجاح من حيث العملية الديمقراطية التي تتم بما يتماشى مع تطلعات شعوب المنطقة، يكتسي أهمية كبيرة للمنطقة وكذلك لتونس» وأصدر الناطق باسم الرئيس رجب طيب أردوغان، إبراهيم كالين، رسالة على تويتر: «نرفض تعليق العملية الديمقراطية وتجاهل إرادة الشعب الديمقراطية في تونس الشقيقة والصديقة. ندين المبادرات التي تفتقر إلى الشرعية الدستورية والتأييد الشعبي. نعتقد أن الديمقراطية التونسية ستخرج أقوى من هذه العملية».[268]
- الولايات المتحدة: وقال السكرتير الصحفي للبيت الأبيض، جينيفر بساكي، إن الولايات المتحدة «قلقة» بشأن التطورات، مشيرا إلى «أننا على اتصال على مستوى رفيع من كل من البيت الأبيض ووزارة الخارجية مع القادة التونسيين لمعرفة المزيد عن الوضع. نحث على الهدوء وندعم الجهود التونسية للمضي قدما بما يتماشى مع المبادئ الديمقراطية. لقد حدثت الكثير من التطورات حتى خلال الـ 24 ساعة الماضية. سوف نتطلع إلى وزارة الخارجية لإجراء تحليل قانوني قبل اتخاذ قرار بشأن ما إذا كان إنه انقلاب». قال وليام لورانس من الجامعة الأمريكية إنه لا توجد أيضًا طريقة لمراجعة دستورية تصرفات الرئيس، حيث أن المحكمة الدستورية التي يتطلبها دستور 2014 لم يتم إنشاؤها بعد وسط عدم وجود توافق في الآراء بين مختلف مستويات الحكومة.[269][270]

### منظمات دولية
- الجامعة العربية: أصدرت جامعة الدول العربية بيانا قالت فيه جزئيا « إن الجامعة تحث تونس على اجتياز المرحلة المضطربة الحالية بسرعة واستعادة الاستقرار والهدوء وقدرة الدولة على العمل بفعالية للاستجابة لتطلعات ومتطلبات الشعب.»
- الاتحاد الأوروبي: المتحدثة باسم المفوضية الأوروبية قالت: «نحن نتابع عن كثب آخر التطورات في تونس، وندعو جميع الجهات الفاعلة التونسية إلى احترام الدستور ومؤسساته وسيادة القانون. كما ندعوهم إلى التحلي بالهدوء وتجنب أي لجوء إلى العنف من أجل الحفاظ على استقرار البلاد.»[259]
- عرض صندوق النقد الدولي مواصلة مساعدة البلاد مع تداعيات جائحة فيروس كورونا في تونس «لا تزال تونس تواجه ضغوطا اجتماعية واقتصادية غير عادية، بما في ذلك نتيجة لجائحة فيروس كورونا، التي تسبب خسائر مأساوية في الأرواح، وتطلعات تونس غير الملباة لتحقيق نمو أعلى وغني بالوظائف». وكانت تونس قد طلبت قرضا مدته ثلاث سنوات بقيمة 4 مليارات دولار «للمساعدة في استقرار وضع ميزان المدفوعات بعد أن اتسع عجز حسابها الجاري إلى 7.1% من الناتج المحلي الإجمالي العام الماضي.»[271]
- الأمم المتحدة: المتحدث باسم الأمين العام للأمم المتحدة، أنطونيو غوتيريس فرحان حق دعا كلا الجانبين إلى « ممارسة ضبط النفس والامتناع عن العنف وضمان بقاء الوضع هادئا. يجب حل جميع النزاعات والخلافات من خلال الحوار.»[259]
- الاتحاد البرلماني الدولي: في نوفمبر 2021، شارك وفد برلماني تونسي يتكون من بعض النواب «المجمدين» من بينهم مقرر لجنة حقوق الإنسان زياد الهاشمي ورئيس كتلة قلب تونس أسامة الخليفي كما تولى النائب فتحي العيادي تمثيل رئيس البرلمان راشد الغنوشي.وذلك في أشغال الدورة 143 للجمعية العامة للاتحاد المقامة في مدريد ونقل عنه تصريحه بأن «تونس تعاني جائحتي كورونا والديكتاتورية، مطالبا بمساعدتها على استئناف التجربة الديمقراطية الفريدة في العالم العربي». قال محللون إن مشاركة وفد عن البرلمان التونسي رغم تعليق اختصاصاته يعكس عدم الاعتراف الدولي بقرارات الرئيس قيس سعيد التي اتخذها في 25 يوليو الماضي.[272][273] نقل موقع «عربي 21» الإخباري عن مصادر برلمانية عربية مطلعة في العاصمة الإسبانية مدريد، أن الاتحاد البرلماني الدولي، بدأ في نقاش فكرة لإرسال لجنة برلمانية دولية إلى تونس للاطلاع على تطورات الأوضاع السياسية فيها. وأوضحت أن مهمة هذه اللجنة البرلمانية، ستكون في معرفة الأوضاع البرلمانية والسياسية التي تعيشها تونس منذ قرارات الرئيس قيس سعيد الاستثنائية في 25 يوليو 2021، والوقوف على أوضاع البرلمان التونسي ونوابه المجمدين.[274]
- المحكمة الأفريقية لحقوق الإنسان والشعوب: أصدرت المحكمة في سبتمبر 2022 حكما يقضي بدعوة الدولة التونسية إلى «العودة إلى الديمقراطية في أجل قدره سنتان من تاريخ تبليغها بالحكم واتخاذ كافة الإجراءات الضرورية في غضون ذلك لإرساء المحكمة الدستورية وإزالة كافة العوائق القانونية التي تحول دون ذلك» كما اعتبرت المحكمة الأمر الرئاسي عدد 117 المؤرخ في 22 سبتمبر 2021، غير دستوري وغير قانوني ويتعارض مع المعايير الإقليمية والدوليَّة حسب تعبيرها. وذلك بعد دعوى قضائية تقدم بها المحامي التونسي إبراهيم بلغيث ضد الجمهورية التونسية.[275][276]

### وسائل الإعلام
- شبكة الجزيرة الإعلامية: صرحت قناة الجزيرة إن قوات الأمن داهمت مكتبهم التونسي في 26 يوليو، وأن الصحفيين طُردوا من البلاد.[277] كما أكدت هيومن رايتش ووتش أن القناة تعمل في حديقة صغيرة بعد إغلاق مكتبها.[278]

### منظمات إنسانية
- منظمة العفو الدولية: دعت منظمة العفو الدولية الحكومة إلى «الالتزام علنا باحترام وحماية حقوق الإنسان بما في ذلك الحق في حرية التعبير وتكوين الجمعيات والتجمع السلمي.» على حد سواء، وأدانت مع مراسلون بلا حدود الهجوم على الجزيرة.[279] في 10 نوفمبر 2021، قالت منظمة العفو الدولية «إن المحاكم العسكرية في تونس تستهدف المدنيين بشكل متزايد، وفي بعض الحالات، بسبب انتقادهم العلني للرئيس قيس سعيد منذ أن أعلن استحواذه على سلطات جديدة واسعة النطاق في 25 يوليو. وخلال الأشهر الثلاثة الأخيرة وحدها، حقق القضاء العسكري مع ما لا يقل عن عشرة مدنيين، أو حاكمهم، بشأن مجموعة من الجرائم. وسلّطت المنظمة الضوء على أربع حالات مثل فيها مدنيون أمام القضاء العسكري لمجرد انتقادهم الرئيس: وهي حالة المذيع التلفزيوني عامر عياد، وحالتا النائبين في البرلمان عبد اللطيف العلوي وياسين العياري، وحالة الناشط على فيسبوك، سليم الجبالي».[280]
- هيومن رايتس ووتش: ذكرت هيومن رايتس ووتش أن إعلان المرسوم الرئاسي رقم 117 الذي يلغي ضمنا النظام الدستوري في تونس هو خطوة أولى نحو الاستبداد. القرار يهدد حقوق الإنسان والتطلعات الديمقراطية للشعب التونسي.[281] علاوة على ذلك، في 9 فبراير 2022، نشرت المنظمة تقريرًا كشفت فيه عن تنفيذ الأمن التونسي اعتقالات سرية بموجب إجراءات السلطات الاستثنائية التي منحها الرئيس قيس سعيّد لنفسه. وقالت المنظمة إنّ الإجراءات الاستثنائية التي سنَت مرسوم الطوارئ يُساء استخدامها ولا رقابة قضائية عليها، ما جعل شبح الاعتقالات السرية يزداد.[282]